# Simon & Garfunkel
Simon & Garfunkel je bil ameriški folk rock duet, ki sta ga sestavljala kantavtor Paul Simon in pevec Art Garfunkel. Postala sta ena najuspešnejših glasbenih skupin 1960. let in simbol kontrakulturnega gibanja tega obdobja, ob boku glasbenikov, kot so The Beatles, The Beach Boys in Bob Dylan. Njune največje uspešnice, kot so »The Sound of Silence« (1964), »Mrs. Robinson« (1968), »Bridge over Troubled Water« (1969) in »The Boxer« (1969), so se uvrščale na prva mesta lestvic singlov širom sveta.
Spoznala sta se še kot otroka leta 1953 v Queensu (New York), se naučila harmonizirati in pričela ustvarjati svoje skladbe. Po zgledu svojih idolov The Everly Brothers sta leta 1957 pod imenom Tom & Jerry izdala zmerno uspešno skladbo »Hey Schoolgirl«, nato pa sta se razšla. Ponovno sta pričela ustvarjati skupaj leta 1963, ko se je v javnosti zbudilo zanimanje za folk glasbo. Za založbo Columbia sta posnela debitantski album Wednesday Morning, 3 A.M., ki pa je bil neuspešen, zato sta znova odšla vsak svojo pot. Leta 1965 pa je založba izdala predelavo njune skladbe »The Sound of Silence«, ki je postala velik radijski hit in dosegla prvo mesto lestvice Billboard Hot 100. Zato sta še enkrat združila moči in izdala drugi studijski album Sounds of Silence ter odšla na turnejo po ameriških kolidžih. Na tretji izdaji Parsley, Sage, Rosemary and Thyme (1966) sta imela več umetniške svobode, glasba z nje je bila kasneje uporabljena v filmu Diplomiranec (1967), kar jima je prineslo še več prepoznavnosti. Njun naslednji album Bookends (1968) je vseboval uspešnico »Mrs. Robinson« iz filma, uvrstil se je na vrh ameriške lestvice Billboard 200.
Njun odnos je bil težaven in je vodil do umetniških nesoglasij, zaradi katerih sta se leta 1970 razšla. Njun zadnji album, Bridge over Troubled Water, ki je izšel januarja tistega leta, je bil tudi njun najuspešnejši in je postal eden najbolje prodajanih albumov na svetu. Po razpadu sta kljub sporom še nekajkrat priložnostno ustvarjala ali igrala skupaj, med drugim leta 1981 za dobrodelni koncert v newyorškem Centralnem parku, ki je privabil več kot pol milijona obiskovalcev, s čimer je eden najbolje obiskanih koncertov v zgodovini. Sicer sta po razpadu ustvarjala samostojno, predvsem Simon je izdal več dobro sprejetih albumov, Garfunkel pa se je preizkusil tudi v igranju.
Za skupno delo sta Simon & Garfunkel prejela deset grammyjev in bila leta 1990 sprejeta v Hram slavnih rokenrola. Revija Rolling Stone pa je njun album Bridge Over Troubled Water uvrstila na 51. mesto svoje lestvice 500 najboljših albumov vseh časov.

## Diskografija
Studijski albumi
- Wednesday Morning, 3 A.M. (1964)
- Sounds of Silence (1966)
- Parsley, Sage, Rosemary and Thyme (1966)
- Bookends (1968)
- Bridge over Troubled Water (1970)